# 中性子
中性子（、羅: 蘭: 独: 仏: 英: neutron）とは、原子核を構成する無電荷の粒子である。バリオンの1種である。原子核反応式などでは、記号 n で表される。質量数は原子質量単位で約 1.00867 uである。自由な中性子は、平均寿命約15分でβ崩壊し、陽子となる。原子核は、陽子と中性子で構成され、この2つは核子と総称される。

## 概要
中性子の発見は1920年のアーネスト・ラザフォードによる予想に始まり、その存在の実験的証明は1932年にケンブリッジ大学の物理学者ジェームズ・チャドウィックによってなされた。その実験とは、ベリリウムに高速のα粒子を当てることで次の核反応
{\displaystyle {\ce {_4^9Be + _2^4He -> _6^{12}C + _0^1n}}}
を起こし、ここで発生する粒子 n をパラフィンなどで受け、原子核と衝突させることでさらに陽子を飛び出させ、この荷電粒子である陽子を検出するというものであった。チャドウィックは上記の核反応で発生する粒子（当時はまだベリリウム線と呼ばれていた）n が、陽子とほとんど同じ質量で中性（電荷を持たない）の新しい粒子からなる粒子線であることを確認し、これを中性子 (neutron) と名付けた。
中性子は、電荷を持っていないことから、他の電荷をもつ陽子などに比べて、入射した物質の原子核と容易に直接反応することができる。電磁気力の影響を受けない中性子線は透過性が高く、原子核の核変換に使う粒子として重要である。

## 特徴
自由な中性子、及び中性子数過剰の原子核中の中性子は不安定でありベータ崩壊を起こす。自由な中性子は平均寿命 886.7±1.9 秒（約15分）、半減期約10.3分で陽子と電子及び反電子ニュートリノに崩壊し、それを反応式で表すと
{\displaystyle {\ce {n->p{}+e^{-}{}+{\bar {\nu }}_{e}}}+0.78\,\mathrm {MeV} }
となる。中性子はバリオンの一種であり、ヴァレンス・クォーク模型の見方をとれば、2個のダウンクォークと1個のアップクォークという3個のクォークによって構成されている。中性子は全体として電荷を持たないが、内部では正負の電荷が分布しており、その広がりは約 10−16 m である。
電荷を持たない中性子と原子との相互作用は、非常に短距離でのみ働く核力によるものがほぼ全てである。また、核力の到達範囲はせいぜいπ中間子の換算コンプトン波長 h/2πmπc である約 1.4×10−15 m - 2.0×10−15 m 程度、即ち中性子の電荷分布の広がりである 0.1 fm 程度しかない。従って、物質中を移動する自由な中性子は、原子核と「正面」衝突するまで直進する。原子核の断面積は非常に小さいため衝突は稀にしか起こらず、中性子は衝突までに長い行程を飛ぶことになる。生成した中性子が他の原子核と衝突するまで移動する距離を平均自由行程（英: mean freepath）という指標で表す。
弾性衝突を起こすような場合、運動量保存則に従い、ビリヤードのボールが互いに衝突するように振る舞う。もし衝突された核が重い場合は核の加速は比較的少ない。中性子とほぼ等しい質量をもつ陽子（水素原子）と衝突した場合、陽子は元々の中性子が持っていた運動量のほとんどを受け取りはじき出される。一方、中性子はほとんどの運動量を失うが、この衝突の結果生じる二次的に放射された粒子が電荷を持っている場合、電離作用があるため、検知することが可能である。
電気的に中性であるため、観測だけでなく中性子を制御するのも難しい。荷電粒子に対しては電磁場によって加速、減速、軌道修正などの操作や制御が可能であるが、中性子にはそれが使えない。自由中性子を制御し、減速、進路の変更、吸収などの結果を得るには進路に原子核を配置するしかない。このことは平均自由行程と併せて原子炉や核兵器を設計する際、非常に重要である。

### 諸定数
中性子の質量などは、物理定数の1種としてCODATAより4年に1度のペースでNISTのWebページを介して公開されている。
質量
中性子の質量 mn は
{\displaystyle {\begin{aligned}m_{\text{n}}&=1.674\ 927\ 471(21)\times 10^{-27}\,{\mbox{kg}}\\&=939.565\ 4133(58)\,{\mbox{MeV}}/c^{2}\end{aligned}}}
であり、統一原子質量単位で表すと 1.00866491588(49) u となる。
また、陽子の質量 mp や電子の質量 me に対する比は
{\displaystyle {\begin{aligned}&{\frac {m_{\text{n}}}{m_{\text{p}}}}=1.001\ 378\ 418\ 98(51)\\&{\frac {m_{\text{n}}}{m_{\text{e}}}}=1838.683\ 661\ 58(90)\end{aligned}}}
である。
さらに、中性子の質量 mn は同じ核子である陽子の質量 mp よりわずかに大きい程度で、その差はわずか
{\displaystyle m_{\text{n}}-m_{\text{p}}=2.305\ 573\ 77(85)\times 10^{-30}\,{\mbox{kg}}}
である。ただし、中性子は陽子とは異なり、電気的に無電荷（中性）であるため、陽子や電子が持っているような比電荷という値を持たない。
コンプトン波長
中性子のコンプトン波長 λn や換算コンプトン波長 λn/2π は
{\displaystyle {\begin{aligned}&\lambda _{\text{n}}={\frac {h}{m_{\text{n}}c}}=1.319\ 590\ 904\ 81(88)\times 10^{-15}\,{\mbox{m}}\\&{\frac {\lambda _{\text{n}}}{2\pi }}=0.210\ 019\ 415\ 36(14)\times 10^{-15}\,{\mbox{m}}\end{aligned}}}
である。
磁気モーメント
中性子は電気的には無電荷で中性であるが、磁気モーメントを持っており、その値 μn は
{\displaystyle \mu _{\text{n}}=-0.966\ 236\ 50(23)\times 10^{-26}\,{\mbox{J}}\,{\mbox{T}}^{-1}}
である。電気的には中性である中性子が磁気モーメントを持つ理由は、中性子を構成する3個の各クォークの磁気モーメントの和として説明される。
また、核磁子 μN に対する比（異常磁気モーメント）は
{\displaystyle {\frac {\mu _{\text{n}}}{\mu _{\text{N}}}}=-1.913\ 042\ 73(45)}
である。

### 中性子温度による分類
中性子はその運動エネルギー（運動速度）に応じて大体以下のように分類される。
| 中性子温度に応じた名称             | エネルギー (E) の範囲（電子ボルト） |
| ---------------------------------- | ----------------------------------- |
| 冷中性子 (cold neutrons)           | E < 0.026 eV                        |
| 熱中性子 (thermal neutrons)        | 0.001 < E < 0.01 eV                 |
| 熱外中性子 (epithermal neutrons)   | 0.1 < E < 102 eV                    |
| 低速中性子 (slow neutrons)         | 0.1 < E < 103 eV                    |
| 中速中性子 (intermediate neutrons) | 1 < E < 500 keV                     |
| 高速中性子 (fast neutrons)         | 0.5 < E < 20 MeV                    |
| 超高速中性子 (ultrafast neutrons)  | 20 MeV < E                          |

## 歴史
1914年にイギリスのラザフォードは、重い原子核ではα線を接近させてもクーロン力によって弾き返されるが、軽い原子核では原子核かα粒子いずれかの破壊が起こるのではないかと考え、1917年から1919年にかけて、さまざまな条件下で空気に対してα線を当て、ZnSのシンチレーションを利用して破壊の影響で生ずる可能性のある粒子を発見しようと試みた結果、水素の原子核が発見された。この水素の原子核は、α線が空気中の窒素の原子核に当たった際に
{\displaystyle {\ce {_2^4He + ^{14}_7N -> ^{17}_8O + ^1_1H}}}
という核反応によって生ずるものである。この結果を受けてラザフォードは、翌1920年にロンドン王立協会に於いて行なった講義の中で、原子核を構成する粒子には陽子の他に陽子とほとんど同じ質量で中性の粒子が存在すると予想した。
1929年に中性子の発見により、ソ連のヴィクトル・アンバルツミャンとドミトリー・イワネンコは直ちに原子核の構造についての従来の見解を改変し、「原子核の中には中性子と陽子だけが含まれており、電子は存在しない」という説を提唱した。ヴェルナー・ハイゼンベルクもこれを支持し、以後の原子核理論の方向性を決めることになったと言われる彼の3部作の論文『原子核の構造について1〜3（Über den Bau der Atomkerne Ⅰ-Ⅲ）』の基本仮定として採用されることとなった。
それから10年後の1930年にドイツのW・ボーテとH・ベッカーは、ポロニウムから放出されるα線を、リチウム、ベリリウム、ホウ素などの軽元素に当てると非常に強い透過力をもった放射線（当時はまだベリリウム線と呼ばれていた）が放出されることを発見した。2人はベリリウム線の正体はγ線であると推測し、そのエネルギーは普通のγ線の大体2倍程度であると結論付けた。
その翌年の1931年に、ジョリオ＝キュリー夫妻（イレーヌと夫のフレデリック）は、パリのラジウム研究所において、このベリリウム線をパラフィンやセロファンなどの水素を含む物質にあてると、これから高速度の水素核すなわち陽子が飛び出すことを発見した。2人もやはりボーテとベッカーと同じくベリリウム線の正体はγ線であると考えていたが、実験からさまざまな矛盾が出て来た。その結果を受ける形で、同年、ケンブリッジ大学の Webster によって、ベリリウム線の放出がγ線の放出と全く異なることが示された。
これらの実験結果を総合して、同年に同じくケンブリッジ大学の物理学者ジェームズ・チャドウィックは、それら矛盾はベリリウム線をγ線と仮定していることに起因していることに気付き、これが陽子とほとんど同じ質量で中性（電荷を持たない）の新しい素粒子からなる粒子線であることを実験的に確認し、これを中性子 (neutron) と名付けた。